# جری تاگارت
جری تاگارت (انگلیسی: Gerry Taggart؛ زادهٔ ۱۸ اکتبر ۱۹۷۰) بازیکن فوتبال اهل بریتانیا است.
از باشگاه‌هایی که در آن بازی کرده‌است می‌توان به باشگاه فوتبال منچستر سیتی، باشگاه فوتبال بولتون واندررز، باشگاه فوتبال بارنزلی، باشگاه فوتبال لستر سیتی، باشگاه فوتبال تاموورث، باشگاه فوتبال استوک سیتی و باشگاه فوتبال استوک سیتی اشاره کرد
وی همچنین در تیم ملی فوتبال ایرلند شمالی بازی کرده است.